# Sentenzenvorlesung
Die Sentenzenvorlesung gehörte im späten Mittelalter zum festen Bestandteil der akademischen Laufbahn angehender Theologen. 
Petrus Lombardus hatte in der Mitte des 12. Jahrhunderts eine in vier Bücher eingeteilte Sammlung von Zitaten und Lehrsätzen früherer Kirchenväter zusammengestellt. Ihre Entstehung in Paris, wo sich bald an der Sorbonne die bedeutendste Fakultät der theologischen Scholastik entwickeln sollte, begünstigte ihren Erfolg ebenso wie der Ausgang einer Auseinandersetzung Petrus’ mit Joachim von Fiore um die Trinitätslehre: Auf dem vierten Laterankonzil im Jahre 1215 verurteilte Papst Innozenz III. die Lehre Joachims und billigte ausdrücklich den Standpunkt des Petrus Lombardus in dessen Sentenzen. Die Sentenzensammlung wurde in der Folge zu einem der erfolgreichsten Lehrbücher der Theologie.
Als einer der ersten soll Alexander von Hales nach 1220 eine Vorlesung anhand der Sentenzen gehalten haben. Seit dieser Zeit entwickelte sich eine Vorlesung über das Werk des Lombardus zum Pflichtprogramm auf dem Weg zum Doktor oder Magister der Theologie. Sie bildete gewöhnlich die erste eigenständige Vorlesung und oft auch ein für das weitere Denken grundlegendes Werk (Albertus Magnus, Bonaventura, Thomas von Aquin, Johannes Duns Scotus, Wilhelm von Ockham). Da nicht nur jeder künftige Theologe eine Sentenzenvorlesung zu halten hatte, sondern auch jeder Student eine solche hören musste, gibt es eine große Zahl von meistenteils handschriftlichen Sentenzenkommentaren.
Die Sentenzenvorlesungen wurden bis in das 16. Jahrhundert hinein gehalten – u. a. von Martin Luther, von dem Aufzeichnungen aus dem Vorlesungsjahr 1509/1510 in Erfurt erhalten sind.